# Peromyia austrina
Peromyia austrina är en tvåvingeart som beskrevs av Jaschhof 2001. Peromyia austrina ingår i släktet Peromyia och familjen gallmyggor. Inga underarter finns listade i Catalogue of Life.